# Taffelberget
Taffelberget (afrikaans: Tafelberg; engelska: Table Mountain) är ett platåberg söder om Kapstaden i Sydafrika. Bergets högsta punkt är Maclear-baken 1086 meter över havet. Toppen av berget bildar en tre km lång platå. 
Taffelberget är en populär turistattraktion i Kapstaden. Vid bergets västra sida finns en linbana upp till platån. Taffelberget är känt för sin rika flora. Det har uppskattats att det finns 1470 olika växtarter på berget, varav många är endemiska (det vill säga att de inte finns på någon annan plats). Bland annat finns det 250 olika arter av tusenskönor. På berget finns också många olika djurarter.
Stjärnbilden Taffelberget har fått sitt namn efter berget.